# Cryptocarya wiedensis
Cryptocarya wiedensis är en lagerväxtart som beskrevs av P.L.R.Moraes. Cryptocarya wiedensis ingår i släktet Cryptocarya och familjen lagerväxter. Inga underarter finns listade i Catalogue of Life.